# 聖なる剣
『TOTO IV ～聖なる剣』（せいなるつるぎ、原題：TOTO IV）は、1982年に発表されたTOTOのアルバムである。全米4位を記録した大ヒット・アルバム。グラミー賞で、レコード・オブ・ザ・イヤーやアルバム・オブ・ザ・イヤーといった主要部門も含む6部門を受賞。

## 概要
前作『宇宙の騎士』や『ハイドラ』などのヒット作を飛ばして来たTOTOは、本作で人気が決定的となった。
また、グラミー賞制覇に関しては、メンバー自身が予想しなかった事態だった。
日本ではオリコン洋楽アルバムチャートで1982年4月19日付から5週連続1位を獲得した。
シングルでも「アフリカ」が全米1位、「ロザーナ」が全米2位、「ホールド・ユー・バック」が全米10位という大ヒットを記録した。「アフリカ」は、アメリカの女性歌手ジョジョが2007年のシングル「Anything」でサンプリングしている他、小室哲哉のグループTRUE KiSS DESTiNATiONもカバーしている。また、ゲームソフト『グランド・セフト・オート・バイスシティ』の「Emotion 98.3」にこの曲が収録されている。
この作品の発表直後にデヴィッド・ハンゲイトが脱退し、後任にマイク・ポーカロが加入した。ハンゲイトの脱退はプロモーション・ビデオ製作前であったため、本作のPVではマイクが出演している。

## 収録曲
1. ロザーナ - "Rosanna" (David Paich) – 5:31
2. メイク・ビリーヴ - "Make Believe" (D. Paich) – 3:45
3. ホールド・ユー・バック - "I Won't Hold You Back" (Steve Lukather) – 4:56
4. グッド・フォー・ユー - "Good for You" (Bobby Kimball, S. Lukather) – 3:20
5. イッツ・ア・フィーリング - "It's a Feeling" (Steve Porcaro) – 3:08
6. アフレイド・オブ・ラヴ - "Afraid of Love" (S. Lukather, D. Paich, Jeff Porcaro) – 3:51
7. ラヴァーズ・イン・ザ・ナイト - "Lovers in the Night" (D. Paich) – 4:26
8. ウィ・メイド・イット - "We Made It" (D. Paich, J. Porcaro) – 3:58
9. ユア・ラヴ - "Waiting for Your Love" (B. Kimball, D. Paich) – 4:13
10. アフリカ - "Africa" (D. Paich, J. Porcaro) – 4:57

## 参加ミュージシャン
- ボビー・キンボール - ボーカル
- スティーヴ・ルカサー - ギター、ボーカル
- デヴィッド・ハンゲイト - ベースギター、ギター
- デヴィッド・ペイチ - キーボード、ボーカル
- スティーヴ・ポーカロ - キーボード、ボーカル
- ジェフ・ポーカロ - ドラム、パーカッション

ゲスト・ミュージシャン
- レニー・カストロ - コンガ、パーカッション (トラック1、4、5、7、10)
- ラルフ・ディック - シンセサイザー (トラック7)
- ゲイリー・グラント - トランペット (トラック1)
- ジェリー・ヘイ - トランペット (トラック1)
- ジム・ホーン - サクソフォーン (トラック1、7)、リコーダー (トラック10)
- ジェームズ・ニュートン・ハワード - オーケストラ・アレンジ、指揮 (トラック3、5-7)
- トム・ケリー - バック・ボーカル (トラック1、2)
- ロジャー・リン - シンセサイザー・プログラミング (トラック4)
- マーティン・フォード・オーケストラ - ストリングス (トラック3、5-7)
- マーティ・ペイチ - オーケストラ・アレンジ (トラック3)
- ジェームズ・パンコウ - トロンボーン (トラック1)
- ジョー・ポーカロ - パーカッション (トラック5、10)、シロフォン (トラック6)、ティンパニ (トラック7)、マリンバ (トラック10)
- マイク・ポーカロ - チェロ (トラック3、8) ※『聖なる剣』発売直後にベース正メンバーとして加入
- ティモシー・B・シュミット - ボーカル (トラック3、4、10)
- トム・スコット - サクソフォーン (トラック1、7)
- ジョン・スミス - サクソフォーン (トラック2)